# Quadritensor
Em física, especificamente para relatividade especial e relatividade geral, um quadritensor é uma abreviação de um tensor em um espaço-tempo quadridimensional.

## Exemplos
- Tensores de primeira ordem

Na relatividade especial, um dos exemplos não triviais mais simples de um quadritensor é o quadrideslocamento.
{\displaystyle x^{\mu }=(x^{0},x^{1},x^{2},x^{3})\,,}
um quadritensor com grau 1 contravariante e grau 0 covariante.
Quatro tensores desse tipo são geralmente conhecidos como quadrivetores. Aqui o componente x0 = ct dá o deslocamento de um corpo no tempo (tempo de coordenada  t  é multiplicado pela velocidade da luz  c , de modo que x0 tem dimensões de comprimento).  Os componentes restantes dos quadrideslocamentos formam o vetor de deslocamento espacial x = (x1, x2, x3).